# Cloud Making Machine
Cloud Making Machine ist ein deutscher Dokumentarfilm von Susanne Dzeik aus dem Jahr 2017.

## Inhalt
Batoul Sedawi, Mamudou Jallow und Firas Iraqi leben in einer Erstaufnahmeeinrichtung für Geflüchtete in der Motardstraße in Berlin-Spandau. Die drei wirken an einem Theaterprojekt mit. Über allem liegt die Unsicherheit, wie das Leben weitergeht. In Videobriefen an Freunde und Verwandte berichten sie von ihren Erfahrungen in Deutschland. Jallow soll abgeschoben werden. Nur eine deutsche Frau oder ein deutsches Kind könnten noch ein Bleiberecht begründen.
Während der Lageralltag von der Erörterung solcher Perspektiven dominiert wird, dampft das nahe gelegene Heizkraftwerk Reuter, a „cloud making machine“, wie Jallow es nennt, vor sich hin und verdunkelt fortwährend den Himmel.

## Produktion und Veröffentlichung
Cloud Making Machine entstand aus der Dokumentation des Theaterprojektes „Letters Home“, in dem Ahmed Shah Regie führte. Die Gruppe nahm ihren Anfang in einer Erstaufnahmeeinrichtung in Berlin-Spandau. Gemeinsam mit dem Produzenten Armin Eichhorn erkannte Regisseurin Susanne Dzeik das Potenzial für einen abendfüllenden Film, der den Alltag von Geflüchteten über die Arbeit am Theaterstück hinaus dokumentiert. Im April 2014 starteten die beiden eine Crowdfunding-Kampagne zur Finanzierung der letzten Dreharbeiten und der Postproduktion. Im September 2017 wurde der Film auf dem NEZ International Film Festival im indischen Kalkutta uraufgeführt.

## Rezeption
Jörg Meyer beschreibt im nd die gelungene Verwebung der persönlichen Geschichten mit der Entwicklung des Theaterstückes und Alltagsszenen. Allerdings bilden die Videobriefe an die Angehörigen in der Heimat den Kern des Films. Dadurch entstehen neue Perspektiven und eine Nähe zu den Personen: „Susanne Dzeik ist mit »Cloud Making Machine« ein eindrucksvoller und einfühlsamer Film gelungen. Auch wenn vor der Kamera Tränen fließen, wenn Emotionen und Ängste sichtbar werden, hat man nicht das Gefühl, Voyeur zu sein. Stattdessen lernt man die ProtagonistInnen kennen, erfährt etwas über ihr Leben und darüber, wie schwer es ist, das eigene Land zu verlassen und im neuen Land anzukommen. Der Film nimmt mit, berührt emotional, macht wütend, macht Hoffnung, weil er drei junge Menschen beschreibt, die Unvorstellbares erleben mussten und daran nicht zerbrechen.“
Auch Hannah El-Hitami von der TAZ hebt die Intensität der Videobriefe hervor:„Ganz intim, entsättigt vor schwarzem Hintergrund, berichten sie ihren Vertrauten in Syrien, Pakistan, dem Irak oder Guinea von ihrem Leben in Deutschland. Teils sachlich und teils tränenreich erzählen sie von den Schwierigkeiten des Ankommens – aber auch von der Kraft damit umzugehen.“